# Byagul Nurmiradova
 (décembre 2023).
Byagul Nurmiradova (née en 1971 à Änew ; turkmène : Bägül Nurmyradowa, russe : Бягуль Нурмырадова) est une femme politique turkmène qui a été vice-présidente de Gurbanguly Berdimuhamedow de 2012 à 2014.
Nurmiradova commence sa carrière comme présentatrice de télévision, avant de devenir directrice de la chaîne de télévision publique Miras puis d'être nommée vice-ministre de la Culture. Après avoir été gouverneure adjoint de la région de Daşoguz, elle est promue au poste de vice-présidente du cabinet, qu'elle occupe pendant deux ans.

## Enfance et éducation
Byagul Nurmiradova naît sous le nom Byagul Charykulieva à Änew en 1971,. Elle étudie la bibliothéconomie à l'institut d'état turkmène de la culture (tk) et en est diplômée en 1994.

## Carrière
Nurmiradova se fait d'abord connaître comme présentatrice à la télévision nationale. Elle attire l'attention des politiques proches du président turkmène Gurbanguly Berdimuhamedow et est promue en 2004 à la tête de la chaîne de télévision Miras, accompagnant le président dans ses voyages internationaux et réalisant des reportages sur les pays visités.
En 2010, elle est nommée ministre adjointe de la Culture et de l’audiovisuel. L'année suivante, elle est diplômée de l'Académie nationale d'administration publique. Toujours en 2011, elle démissionne de son poste de ministre adjointe après avoir apparemment eu un conflit avec le ministre.
Elle est ensuite élue gouverneure de la région de Daşoguz, où elle supervise les questions sociales et culturelles jusqu'en 2012. Elle fait passer une loi exigeant que toutes les femmes de la région, quelle que soit leur appartenance ethnique, portent un pantalon balak traditionnel ample sous leurs jupes. Elle est décrite au cours de son mandat comme très capricieuse, estimant notamment que seuls les enfants aux cheveux noirs sont autorisés à saluer le président, et elle est connue pour son harcèlement de ses subordonnés.
En 2012, Berdimuhamedow nomme Nurmiradova vice-présidente de son cabinet. Ce rôle consiste à assumer la vice-présidence du pays tout en supervisant le portefeuille de la culture et des médias. Elle occupe ce poste jusqu'en avril 2014, date à laquelle elle est relevée de ses fonctions pour des raisons de santé. La rumeur veut qu'elle soit morte d'un diabète à l'époque, mais plus tard cette année-là, elle est bien en vie et travailler à l'Institut national de la culture turkmène, son alma mater.